# قطعنامه ۵۷۴ شورای امنیت
قطعنامه ۵۷۴ شورای امنیت سازمان ملل متحد که در تاریخ ۰۷ اکتبر ۱۹۸۵ تصویب شد، سندی بین‌المللی دربارهٔ آنگولا-آفریقای جنوبی است. این قطعنامه طی نشست ۲۶۱۷ام با ۱۵ موافق، ۰ مخالف و ۰ ممتنع تصویب شد.